# Darius Rejali
Darius Rejali (1959) é um acadêmico e pesquisador americano, nascido no Irã, especialista em tortura, é professor de ciências políticas no Reed College.

## Biografia
Regali completou seu PhD em ciência política na McGill University em 1987, tendo obtido seu bacharelado no Swarthmore College em 1981.